# Дерворгіла Галловейська

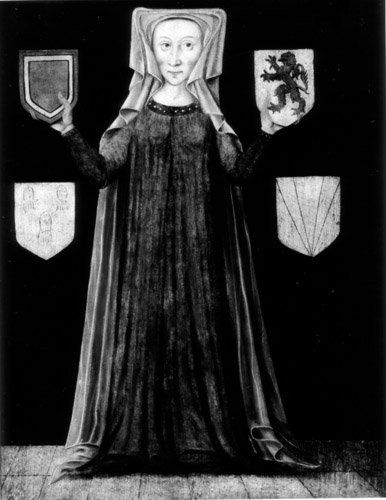

Дерворгіла Галловейська (англ. Dervorguilla of Galloway, фр. Derborgail de Galloway; 1210 — 28 січня 1290) — шотландо-гельська аристократка, одна з найбагатших жінок Британії XIII століття. Мати короля Шотландії Іоанна I.

## Біографія
Дерворгила народилася в одній з найзначніших шотландських родин, її батьком був гаельська принц, Алан, граф Галловея, матір'ю — друга дружина Алана, Маргарита Хантінгтонська. Ім'я «Дерворгіла» (або «Деворгілла») є латинізованою формою від гельської форми «Dearbhfhorghaill» (або «Derborgaill», «Dearbhorghil»). По материнській лінії «Дерворгіла» походила від шотландського короля Давида I — вона була онукою Давида Шотландського, 8-го графа Хантингтонского, який сам був онуком короля Давида по батьківській лінії, і Мод Честерской, і доводилася близькою родичкою шотландським королям Малкольму IV і Вільяму Леву.

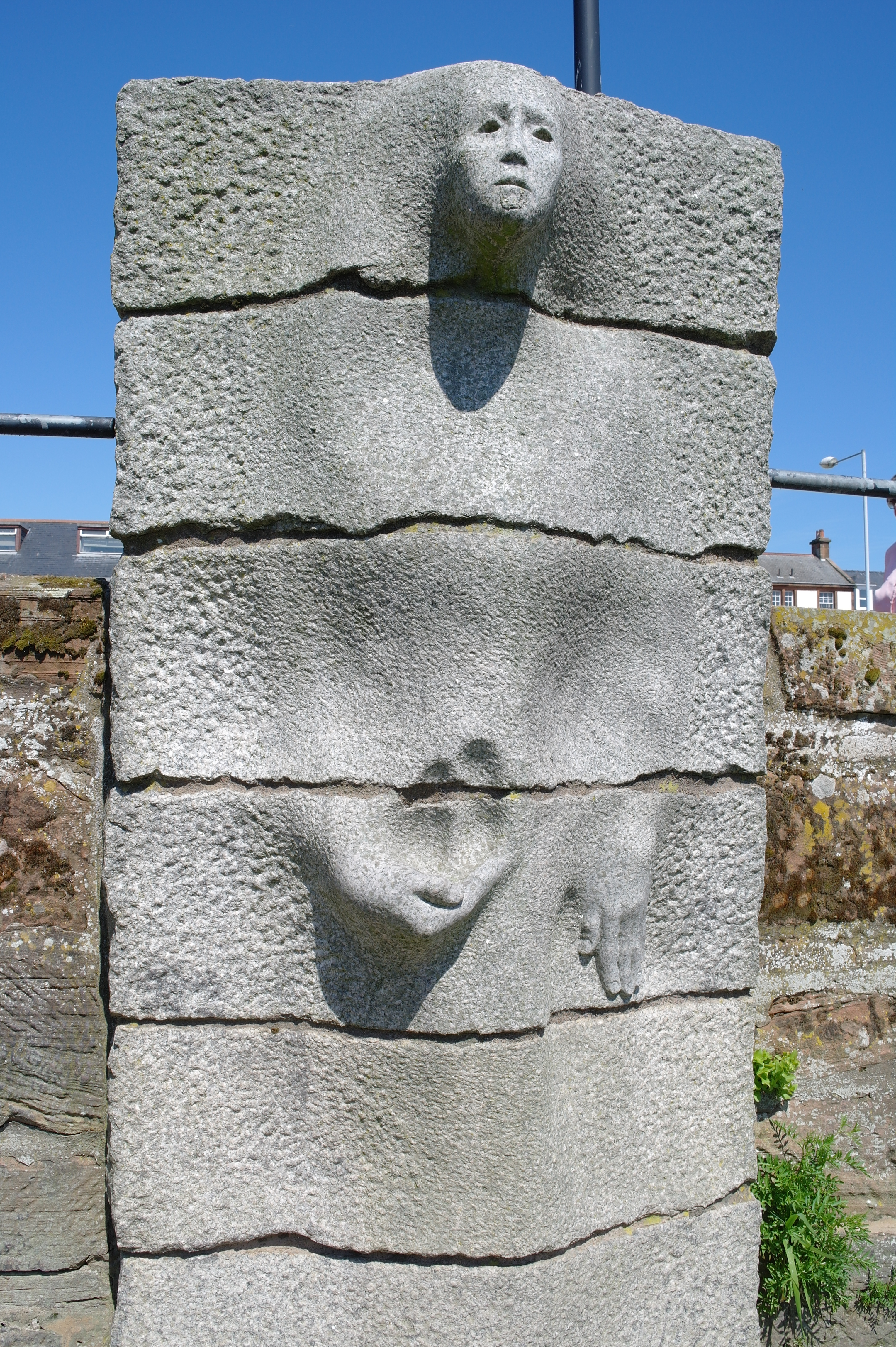
Пам'ятник Дерворгілі Галловейській на річці Ніт

В 1223 році Дерворгіла виходить заміж за Джона де Балліола, 5-го барона Балліола. До моменту цього весілля феодальне сімейство Баліоллів проживало в замку Барнард-касл на півночі Англії, у графстві Дарем. У 1234 році її батько, разом зі своїм єдиним законним сином, вмирає (граф Алан мав також позашлюбного сина, Томаса). В результаті Дерворгила, спільно зі своїми старшими сестрами, Елен і Христиною, стає його спадкоємицею (на відміну від Англії, в гельської Шотландії закони майората рідко застосовувалися). Їй дісталися землі в Галлоуеї, які приєдналися до фамільних володінь Балліол і Комін. У 1263 році барон Джон в результаті вирішення земельного спору з єпископом Дарема Уолтером Киркхэмом, частина виручених коштів вклав у відкриття коледжу для бідних у Оксфордському університеті. Так як це пожертва виявилося досить вагомим матеріально, його втілення перейняла також і дружина Джона, Дерворгила. Після смерті свого чоловіка, Дервогила ще тривалий час практично керувала цим навчальним закладом, фінансуючи його і розробивши її статут та створивши управлінську ієрархію. В результаті коледж досі носить ім'я засновника («Коледж Балліола»). Дерворгила також була засновницею в квітні 1273 ріка цистерцианського абатства в південно-західної Шотландії, в 7 милях південніше Дамфріса. Збереглися його стіни з червоного піщаника.
Після смерті сера Джона Балліола в 1269у його дружина наказала забальзамувати його серце і зберігала його в скриньці зі слонової кістки, прикрашеної сріблом. Ця реліквія зберігалася у Дерворгили до кінця її життя і супроводжувала її у всіх її поїздках. У 1274-1288 роках вона була активною учасницею низки судово-майнових процесів в Англії і Шотландії, заперечуючи землі, рибні угіддя або грошові суми в різних світських і духовних феодалів обох держав (1274-75 — позов до неї Джона де Фолксуорта, в 1275-76 — Роберта де Феррерса, в 1280-1281 — Лоуренса Дуке, в 1288 році — тяганина з Джоном, абатом Рамсі, і багато інших).
В останні роки життя Дерворгіли політичне життя в Шотландії затьмарювала проблема з престолонаслідуванням-за відсутності прямого чоловічого спадкоємця престолу. Баронеса померла до того, як принцеса Маргарита була проголошена спадкоємицею шотландської корони. Дерворгила похована поруч з її чоловіком, сером Джоном Баллиолом, в шотландському абатстві Свитхерт (Sweetheart Abbey — «абатство Ніжних сердець»).

## Нащадок
У шлюбі Джон де Балліол  і Дерворгіли Галлоуейської народилися діти:
- Х'ю де Балліол(пом. до 10 квітня 1271)
- Алан де Балліол
- Олександр де Балліол (пом. до 13 листопада 1278)
- Іоанн, король Шотландії (1292-1296)
- Сесіль де Балліол-одружена з лицарем Джоном де Бург з Хертфордшира
- Ада де Балліол, — з 1266 одружена з Вільямом де Ліндсі з Бервікшира
- Элеанора де Балліол — одружена з Джоном II де Комин, лордом Баденош
- Мод де Балліол — одружена з Брайаном Фицаланом, лордом Фіцалан і Бедейл, лицарем.

## Джерело
- Callendar of the Laing Charters A. D. 854—1837. / Ed.: Rev. John Anderson. — , 1899. — P. 13, number 46, contains the Foundation Charter for Sweetheart Abbey by Devorguilla, daughter of the late Alan of Galloway, dated 10 April and confirmed by King David II on May 15, 1359 which gives relationships for this family.
- «Oram, Richard D.» Devorgilla, The Balliols and Buittle. // Transactions of the Dumfrieshire and Galloway Natural History and Antiquarian Society. — 1999, LXXIII. — P. 165—181.
- «Huyshe, Wentworth». Dervorguilla, Lady of Galloway. — 1913. Has been condemned as «romantic twaddle and error» by the historians of Balliol College.

1. 1 2  Lundy D. R. The Peerage